# Språkreform
Språkreform är en typ av språkplanering genom massiv förändring av ett språk. En språkreform kan till exempel ha som syfte att göra språket lättare genom att förenkla och rationalisera vokabulär och grammatik. En språkreform kan också ha som syfte att ändra språket i en riktning som av vissa anses mer korrekt. I Europa blev språkreformer främst ett begrepp under 1800-talet i samband med den ökade nationalromantiken.

## Förenkling
Den allra vanligaste språkreformsformen är förenkling som innebär stavningsförenkling  (stavningsreform); dessutom kan även böjning, syntax, ordförråd och ordformatering förenklas. Till exempel finns det i engelskan många prefix som betyder "motsatsen till", exempelvis un-, in-/im-, a(n)- och de-. En språkreform skulle kunna ämna att eliminera alla dessa olika prefix och byta ut dem mot en enda (exempelvis un-). Dessutom finns det många ord såsom "good" ("bra") och "bad" ("dålig") som ungefär betyder varandras motsats; det skulle vara bättre (enkelmässigt sett) om dessa ord istället skulle vara "good" ("bra") och "ungood" ("obra"), och helt utesluta "bad" ("dålig") ur språket. Flera stora världsspråk har undergått masstavningsreform: spanska (på 1700-talet), portugisiska (1910 i Portugal och 1946 och 1972 i Brasilien), tyska (1901/-02 och 1996/-98) samt ryska (1728 och 1919).